# ماریون لی
ماریون لی (انگلیسی: Marion Lay؛ زادهٔ ۲۶ نوامبر ۱۹۴۸) شناگر اهل کانادا بود.
وی در مسابقات کشوری و بین‌المللی در مجموع برندهٔ ۲ مدال طلا، ۵ مدال نقره، ۱ مدال برنز شده‌است.